# Egidius Wensing
 (mai 2022).
Egidius Lucas Maria Wensing (15 octobre 1913 - 28 avril 2004) est un espérantiste néerlandais.

## Biographie

### Jeunesse
Egidius Wensing nait le 15 octobre 1913 à Rotterdam, aux Pays-Bas,.
Il apprend l’espéranto en 1930.